# Geoxus michaelseni
Geoxus michaelseni es una especie integrante del género de roedores cricétidos Geoxus. Habita en bosques templado-fríos y ambientes asociados en el sudoeste del Cono Sur de Sudamérica.

## Taxonomía
Descripción original
Esta especie fue descrita originalmente en el año 1898 por el zoólogo alemán Paul Matschie, bajo la denominación científica de Hesperomys (Acodon) michaelseni.
Localidad tipo
La localidad tipo referida es: “Patagonia Sur, Punta Arenas, Región de Magallanes y de la Antártica Chilena, Chile”.
Relaciones filogenéticas
La especie más relacionada con Geoxus michaelseni es G. lafkenche, de la cual divergió hace 0,876 Ma (0,525 - 1,321 Ma).

## Características
Morfología
Respecto a los restantes integrantes del género Geoxus, G. michaelseni es una especie de tamaño intermedio. La longitud de la cabeza más la del cuerpo es de 110 mm mientras que la longitud del cráneo es de  28 mm. Se caracteriza por poseer orejas pequeñas (11 mm de longitud), cola corta (44,5 mm de largo) y dientes molares pequeños.
Coloración
Su pelaje es denso, fino y corto, de un color general uniformemente marrón a marrón oliváceo, el cual contraste notablemente con el de la región ventral, al ser este gris o gris blanquecino. La cola puede ser también bicolor o completamente marrón.

## Distribución geográfica y hábitat
Esta especie habita en áreas boscosas y ecotonales de las laderas andinas y el pedemonte, en el extremo austral continental de América del Sur. Se distribuye de manera endémica en el sur de la Argentina y de Chile. El límite norte de su distribución necesita ser clarificado, para ubicar la zona en que contacta con la distribución austral de Geoxus valdivianus.
En la Argentina Geoxus michaelseni se localiza en las provincias de Chubut (al sudoeste) y de Santa Cruz (al oeste).
En Chile se la encuentra en las regiones de Aysén y Magallanes y de la Antártica Chilena, llegando por el sur hasta la costa norte del Estrecho de Magallanes.